# Monumento a Hernán Cortés (Medellín)
El Monumento a Hernán Cortés es un monumento en honor al conquistador de México Hernán Cortés erigido en su ciudad natal de Medellín, España. Consiste en una interpretación en bronce de Cortés diseñada por Eduardo Barrón sobre un pedestal de piedra.

## Historia y descripción
La escritora Carolina Coronado fue la primera persona a la que se le ocurrió erigir un monumento a Hernán Cortés en Medellín en 1845 y realizó una petición pública de 1858. Sin embargo, la realización de tales planes llevaría décadas. El proyecto finalmente fue adjudicado a Eduardo Barrón. El modelo de la estatua fue esculpido en Roma, aunque el bronce fue fundido en Barcelona. Fue financiado por la Diputación Provincial de Badajoz y el Estado Español. Mientras tanto, el bronce, obtenido de los cañones, fue financiado por Carlos Groizard y Coronado.

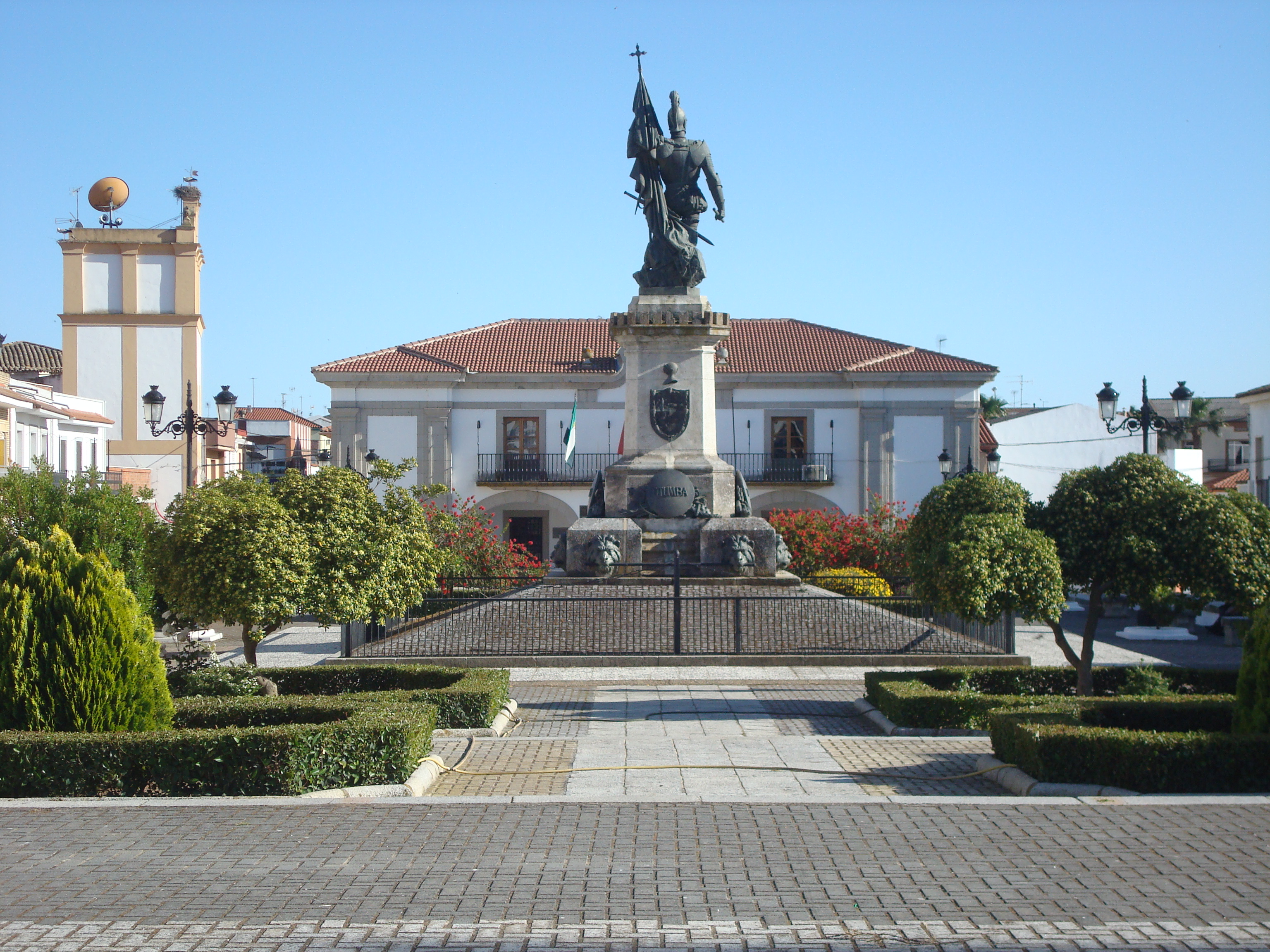
Vista trasera del monumento

La estatua de bronce de Cortés se representa con armadura, pisando algunos ídolos mexica mientras se levanta el estandarte de la Cruz. Fue transportada a Medellín en un recorrido no exento de contratiempos, el monumento fue inaugurado el 2 de diciembre de 1890 cerca del emplazamiento de la antigua casa de Cortés, durante una ceremonia a la que asistió Raimundo Fernández Villaverde como representante del gobierno nacional.
El monumento recibió vandalismo en agosto de 2010, un día después de un partido amistoso de fútbol entre las selecciones de México y España con motivo del 200 aniversario de la independencia de México; la estatua fue vandalizada con pintura roja, mientras que los vándalos también dejaron algunos folletos cerca que se burlaban de la estatua como "la glorificación cruel y arrogante del genocidio y un insulto al pueblo de México". El alcalde de Medellín, municipio de apenas 2.000 habitantes, comentó que todos "se definen por sus acciones" concluyendo que los perpetradores "se han colgado la etiqueta de la tiranía y de caciques por su falta de respeto".